# Petrus Aurivillius
Petrus Aurivillius, född 23 mars 1637 i Knutby socken, död 23 oktober 1677 i Uppsala, var en svensk teolog, filosof och filolog. Han var rektor vid Uppsala universitet 1675.

## Biografi
Petrus Aurivillius var son till kontraktsprosten Olaus Aurivillius och Barbara (Barbro) Cassiopæa (1610–1679). Vid tretton års ålder inskrevs han vid Uppsala universitet och disputerade åtta år senare för Henrik Ausius, 1660 för Erik Odhelius, och 1661 för Olof Unonius. Han hade då sedan yngre tonåren författat tillfällighetsdiktning på grekiska, som gjort honom känd. Som tiden bjöd, besökte han under en tid de mest framstående universiteten i Tyskland och Nederländerna, och återvände för att bli fil.mag. 1664 och disputera i teologi för Laurentius Stigzelius 9 december 1665. Samma år blev han adjunkt i teologi samt prästvigdes.
År 1668 blev han professor i logik och metafysik och 1674 i grekiska samt extra ordinarie professor i teologi. Det är dock framför allt som filosof han lämnade spår efter sig. Han var en starkt bidragande kraft till att aristotelismen stod emot cartesianismen vid Uppsala, genom att föra arvet från Johannes Lenaeus vidare. Av hans hand kom 1672 även en mycket betydelsefull lärobok i logik, Elementa logicæ, som i olika omarbetningar fortsatte användas under lång tid.
År 1667 gifte han sig med Margareta Blix, dotter till Måns Persson Blix och Brita Anthelia, en dotter till Johannes Olai Anthelius och härstammande från Bureätten. Med henne fick han bland annat sonen Magnus Aurivillius. Höstterminen 1675 var han rektor för universitetet, och året därpå ingick han i rannsakningskommissionen för trolldomsväsendet.
Hans handskrifter förvaras på Uppsala universitetsbibliotek.